# Habropogon parappendiculatus
Habropogon parappendiculatus är en tvåvingeart som beskrevs av Weinberg 1973. Habropogon parappendiculatus ingår i släktet Habropogon och familjen rovflugor. Inga underarter finns listade i Catalogue of Life.